# Kristian Kroman
Kristian Frederik Vilhelm Kroman (født 29. marts 1846 i Maribo, død 27. juli 1925 i København) var en dansk filosof.
Hans Fader var Skibsfører. Efter kortvarigt at have prøvet sig som Sømand og som
Købmand kom han 1862 paa Jonstrup Seminarium, dimitteredes herfra 1865, læste derefter
til Artium og blev Student 1869. Først var det Naturvidenskaberne, han var optaget af, men
bl.a. ved Læsning af S. Kierkegaards Skr førtes hart ind paa Filosofien. 1874 blev han
Magister i Filosofi, 1877 Dr. phil. paa Afh. »Den exakte Videnskabs Indlæg i Problemet om
Sjælens Existens«, hvor han vender sig saavel mod den spekulative som mod den naturalistiske
Filosofi. Hans Standpunkt er, at Psykologien nødvendigvis fører til, at der er en Enhed bag
de sjælelige Tilstande og Virksomheder, der kan vekselvirke med det legemlige, men
ud over dette kan Videnskaben intet sige om det, man nærmere vil forstaa ved Sjælen —
heller ikke, at den ikke eksisterer. 1882 udkom »Kortfattet Tænke- og Sjælelære«:, der senere i
udvidet Skikkelse er kommet i fl. Udg., 5. Udg. 1914, tysk Udg. 1890. I Omfang svarende til det
lige nævnte Værks 1. Udg. er »Grundtræk af Sjælelæren med et Omrids af Tænkelæren«; 1.
Udg. 1889, 5. Udg. 1911. 1883 udkom paa Dansk og paa Tysk »Vor Naturerkendelse. Bidrag til
en Matematikkens og Fysikkens Teori«, der var blevet til som en Besvarelse af en med
Guldmedaillen belønnet af Videnskabernes Selskab 1880 stillet Prisopgave. Efter som Magister og
Doktor at have levet som filos. Manuduktør, foruden at han havde givet sig af med Overs.,
blev K. 1883 Docent i Filosofi og 1884 Prof. i Filosofi (til 1922); Professoratet blev forbundet
med Stillingen som Docent i Pædagogik. S. A. fremkom: »Ueber Wesen und Bedeutung der
Philosophie« i »Vierteljahrschrift f. wiss. Philosophie«, Bd IX. Ligeledes s. A. blev K.
Medlem af Videnskabernes Selskab. 1886 udkom »Om Maal og Midler for den højere
Skoleundervisning«, hvori han kræver mere Naturkundskab, Gymnastik og Sløjd indført. S. A.
blev han Kultusministeriets pædagogiske Konsulent (til 1899) og Medlem af Eksamenskommissionen
for Lærere og Lærerinder (til 1909). Som Forsvar for, at denne Kommission af Interesse
for Seminarieuddannelsens Højnelse gik strengt frem mod Eksaminanderne, udkom 1891 det
lille Skrift »Mandefaldsspørgsmaalet i Folketinget og vor nuv. Læreruddannelse«.
I de senere Aar har K. ikke udsendt noget
større Værk. Antagelig hænger dette
sammen med en vis kritiserende Skepticisme, der
til Baggrund har strenge Fordringer om eksakt
og logisk Bevisførelse. Disse Fordringer synes
at staa i Forbindelse med en manglende Sans
for, hvorledes al levende videnskabelig
Forsken maa være ufærdig og søgende. Blandt
K.’s mindre Skrifter, der giver sig af med
de mest forskelligartede Emner, kan
nævnes: »Kapsejladsens Logik. Bidrag til Løsning
af Maaleproblemet« (1893), »Livsanskuelse og
Videnskab. Tale ved Kbhvn’s Univ.’s
Reformationsfest« (1900), »Fircifrede Logaritmer og
Antilogaritmer« (1902), »Nogle Bemærkninger
om Bronzelurerne i Nationalmuseet i Kbhvn« i
»Aarb. f. nord. Oldkyndighed og Hist.« (1902),
»Begrebet »det etiske«. Undersøgelser
angaaende Muligheden af en videnskabelig Etik«
(»Universitetsfestskrift« 1903, s. A. som særlig
Bog, under Titel »Etik«, I, Alm. Del [paa Tysk
1904]), Some remarks regarding the measuring
and the time allowance questions for racing
yachts (Kbhvn 1905), »Organisk Mekanik« i
»Gymnastisk Selskabs Aarsskrift« (1912),
»Skrueskibet og de gængse Skrueteorier. En
Berigtigelse« i »Ingeniøren« (1912),
»Relativitetsprincippet« i »Fysisk Tidsskrift« (1915), Laws of
muscular. action i »Det kgl. danske Vidensk.
Selsk.’s Biolog. Meddelelser«, I (1917); paa
Dansk i »Gymnastisk Tidsskrift« (1917), »Fr.
Macody Lund og Genrejsningen af
Trondhjems Domkirke« (Kria 1920), Mathematics
and the theory of science i »Det kgl. danske
Vid. Selsk.’s Filos. Medd.«, I, »Matematikken
og Erkendelseslæren«, »Til Belysning af den
»ikke eukleidiske« Geometris Oprindelse« (1920).
I »Dansk biografisk Leksikon« har K. skrevet
værdifulde Biografier om danske Filosoffer.
»Vor Naturerkendelse« er K.’s Hovedværk.
Sproget er som i alle K.’s Arbejder særdeles
klart og simpelt. Han adskiller selvskabte og
forefundne Objekter og svarende hertil
Formalvidenskaben (Logik, Matematik o. s. v.) og
Realvidenskaben (Naturvidenskab o. s. v.). Det
produktive Element i Matematikken, mener han
er Vurderingen af Rumsbilleder, medens
Identitetssætningen er det kontrollerende Element.
Naar Matematikken er almengyldig og ikke er
bunden til enkelte bestemte Rumsbilleder,
skyldes dette en med »Tankens Lynsnarhed«
foretagen Eksperimenteren med Anskuelsesbilleder,
hvorigennem alle Muligheder udtømmes (indre
Øjeblikserfaring). Ogsaa Logikken beror for en
væsentlig Del paa Anskuelse af Rumsbilleder.
Dens Tankenødvendighed er
Anskuelsesnødvendighed ligesom Matematikkens.
Identitetssætningen er et Udtryk for, at Mennesket i sin
Selvopholdelsesdrift har Trang til at bevare sin
Bevidstheds Enhed. Videnskaberne om de
forefundne, reale Objekter kan ikke som de
formale Videnskaber give almene Visheder og
Nøjagtigheder, men kun almengyldige og
almene Sandsynligheder og Tilnærmelser. De
forudsætter Aarsagssætningen, af hvilken der
gives en skarpsindig og klar Analyse. Sætningen
kan ikke bevises, den er et Postulat, en
Urhypotese, den er Udtryk for det samme som
Identitetssætningen og er fremkaldt ved vor af
Selvopholdelsen udspringende Erkendelsestrang. I den
menneskelige Ansvarsfølelse finder K. et
Fænomen, som han mener med Rette vækker Tvivl om,
at Sætningen ved ogsaa at skulle omfatte den
menneskelige Villie kan opretholdes som
almengyldig. Inden for Fysikken kan af Aarsags- ell.
Identitetssætningen og de vedk. fys. Definitioner
uden nogen ny Erfarings Hjælp, Inertiens Lov,
Loven om Kræfternes indbyrdes Uafhængighed
og Loven om Ligestorhed af Tryk og Modtryk
udledes, hvorfor disse Sætninger faar samme
Sikkerhed som Aarsagssætningen. K. mener, at
han erkendelsesteoretisk har retfærdiggjort
det Verdensbillede, som Fysikken har opstillet.
I nyere Smaaskrifter har han opretholdt sin
»Retfærdiggørelse«, der har dyb Rod i hans
Personlighed og Livsanskuelse, og har stillet
sig polemisk mod Videnskabens senere
Udvikling (ikke-eukleidisk Geometri og
Relativitetsteorien).
I »Begrebet »det etiske««, hvori der findes
Udtryk for en sund og smuk Menneskelighed,
har K. til Dels i Form af en Polemik mod en
Række nyere danske Arbejder, givet sin Etik.
Han mener, at bl. de Mærkeligheder, man
træffer i Tilværelsen, er der næppe nogen, der
med Rette kan stilles ved Siden af den, at
Menneskeaanden i Tidernes Løb har dannet
Begrebet »det etiske«. Endog Guddommen
vælges ell. forkastes efter den etiske Lovs Bud.
Det etiske er noget baade oprindeliges og
absoluttere end det religiøse. Den etiske
Adfærd, der i Følge K. kan bestemmes strengt
videnskabeligt, er den med Menneskets inderste
blivende Væsen overensstemmende, den til
syvende og sidst modsigelsesfri Adfærd. K. stiller
Indeterminisme og Determinisme over for
hinanden. Mennesket er i Følge den første
Antagelse (som K. slutter sig til), et mægtigere,
af Naturlovene mere uafhængigt Væsen end i
Følge den sidste.
For K.’s Anskuelser gælder i Alm., at han
ikke på områder, hvor den videnskabelige
Erkendelse kan tale med Sikkerhed, paa
nogen Maade vil give det religiøse og moralske
Tilladelse til at fremtvinge andre Resultater
end de, der er den videnskabelige Erkendelses.
Men samtidig mener han, at der er områder,
der netop interesserer det moralske og det
religiøse særligt, hvor den videnskabelige
Erkendelse ganske mister sin Sikkerhed;
specielt gælder, at Naturvidenskaben ikke maa tro,
at hele Sandheden kan findes inden for dens
Grænser, hvilket er udelukket derved, at den,
da den ser bort fra Bevidsthedslivet, handler
om en Abstraktion i Forhold til hele
Virkeligheden. Han søger at forhindre, at Synsmaader,
der hører til inden for den videnskabelige
Erkendelse, formentlig uberettiget og formentlig
til Skade for det etiske og det religiøse føres
igennem paa disse Omraader, samt at
forhindre, at man som uvilkaarlig Reaktion mod,
at det religiøse tidligere ubeføjet har blandet
sig i Videnskabens Anliggender, føler sig
tilskyndet til paa disse Omraader at komme til
Resultater, der gaar imod de religiøse og etiske
Antagelser.